# Vleugellopen

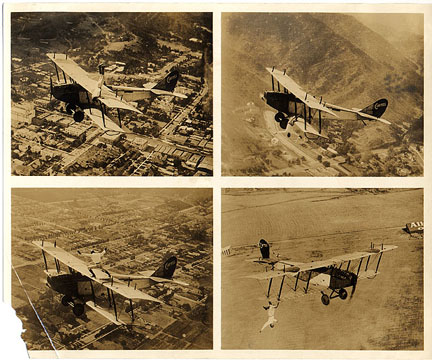
Locklear en zijn Curtiss JN-4D, rond 1919-1920

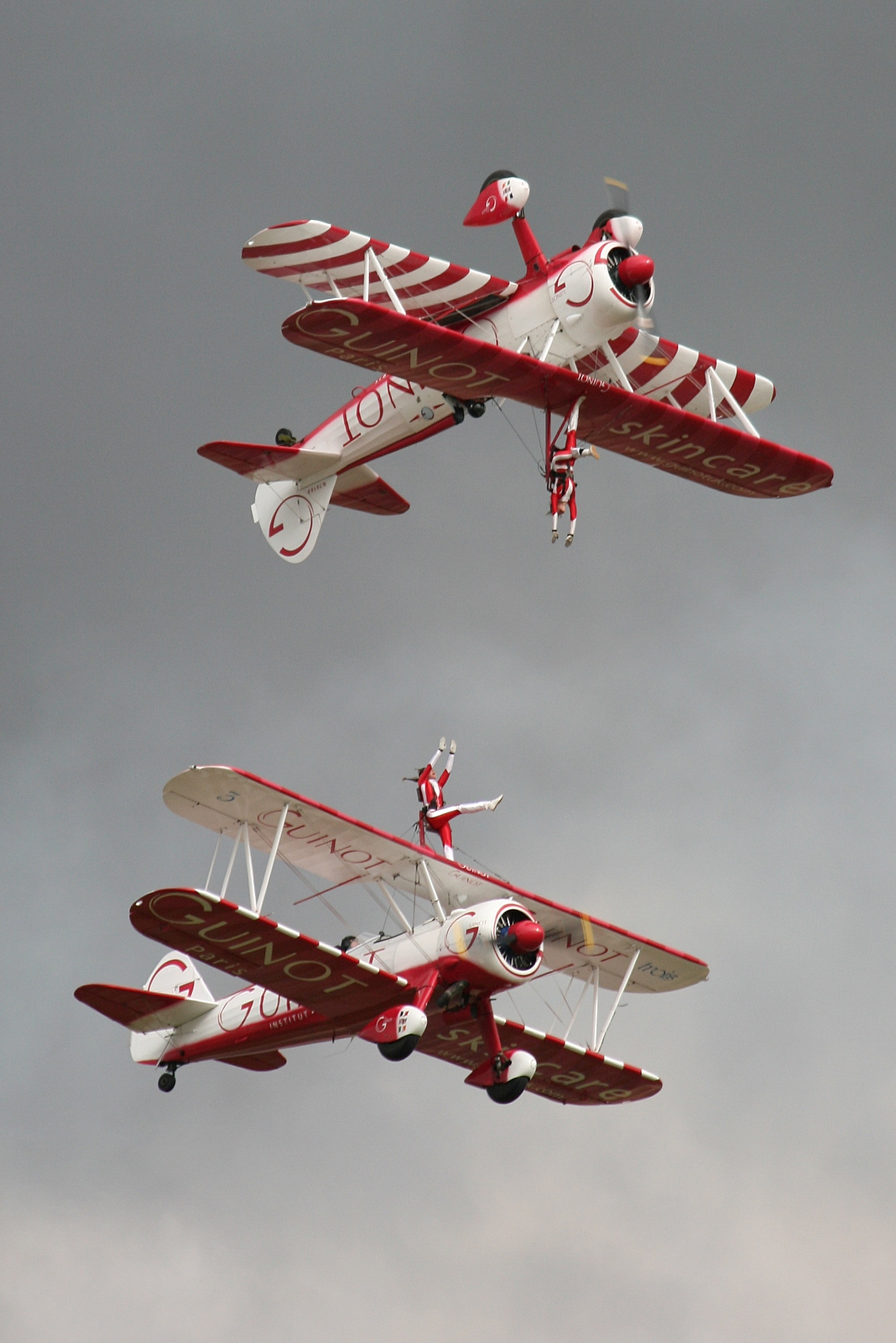
Team Guinot op de 'Flying Legends'-luchtshow van 2008 in Duxford, Verenigd Koninkrijk

Vleugellopen (wing walking) is het lopen op de vleugels van een vliegtuig (meestal een dubbeldekker zoals de Curtiss JN-4) tijdens de vlucht, waarbij soms ook van het ene vliegtuig naar het andere wordt overgestapt.
Het begon als een stunt tijdens luchtshows in de barnstorming periode in de jaren twintig en werd het onderwerp van verschillende Hollywoodfilms. Een van de eerste vleugellopers was Ormer Locklear, die omkwam toen hij op film een duikvlucht uitvoerde. Charles Lindbergh begon zijn luchtvaartcarrière als vleugelloper.
In 1936 werd vleugellopen verboden onder een hoogte van 1500 voet (460 m), en verdween deze activiteit. In de jaren 70 waren er enkele Amerikaanse stuntteams actief.
In 2011 viel er nog een dode tijdens de overstap van een vliegtuig op een helikopter.